# 탄수화물 합성
탄수화물 합성(炭水化物 合成, 영어: carbohydrate synthesis)은 천연 탄수화물 및 비천연 탄수화물 구조의 생성과 관련된 유기화학의 하위 분야이다. 여기에는 올리고당으로 알려진 한 개 이상의 단당류를 포함하고 있는 잔기 또는 구조의 합성이 포함될 수 있다.

## 같이 보기
- 탄수화물
- 탄수화물 대사
- 탄수화물 분해